# Blooming Ivory
『Blooming Ivory』（ブルーミング・アイボリー）は、今井美樹の3枚目のベスト・アルバム。2000年4月14日発売。発売元はフォーライフ・レコード。（現・フォーライフミュージックエンタテイメント）。

## 解説
フォーライフ・レコード在籍中に発表された楽曲から音楽プロデューサーでミキシング・エンジニアのGOH HOTODAが新たにリミックス。初回盤のみスペシャルパッケージ仕様。

## 収録曲
1. 瞳がほほえむから
  - 作詞　岩里祐穂　作曲　上田知華　編曲　佐藤準
2. retour
  - 作詞　今井美樹　作曲　柿原朱美　編曲　佐藤準
3. 空に近い週末
  - 作詞　戸沢暢美　作曲　柿原朱美　編曲　武部聡志
4. Miss You
  - 作詞　岩里祐穂　作曲・編曲　布袋寅泰
5. 春の日
  - 作詞　今井美樹　作曲　MAYUMI　編曲　菅野よう子
6. 海辺にて
  - 作詞　岩里祐穂　作曲　上田知華　編曲　坂本龍一
7. 今日 私はひとり
  - 作詞　戸沢暢美　作曲　MAYUMI　編曲　佐藤準
8. 幸せになりたい
  - 作詞・作曲　上田知華　編曲　佐藤準
9. Bluebird
  - 作詞　岩里祐穂　作曲・編曲　布袋寅泰
10. かげろう
  - 作詞　今井美樹　作曲　MAYUMI　編曲　久石譲
11. Company
  - 作詞　RICKIE LEE JONES　作曲　ALFLED JOHNSON　編曲　佐藤準
12. 半袖
  - 作詞　岩里祐穂　作曲　上田知華　編曲　佐藤準
13. PRIDE
  - 作詞・作曲・編曲　布袋寅泰
14. PIECE OF MY WISH
  - 作詞　岩里祐穂　作曲　上田知華　編曲　佐藤準

## 演奏
- 今井美樹
  - Vocal
  - Background Vocals (#4)
- 佐藤準
  - Piano (#1.12,14)
  - All Keyboards (#1.17)
  - Keyboards (#2.7.8.11)
  - Background Vocals (#1.7.11.14)
- 島村英二：Drums (#1.11)
- 高水健司：Electric Bass (#1.5.7.10.14)
- 今剛
  - Guitar (#1)
  - Electric Guitar (#2.5.7.8.11.14)
- 浜口茂外也：Percussion (#1.2.10.11)
- 浦田恵司：Synthesizer Programming (#1.2.5.7.8.11.14)
- 水島康貴：Operator (#1.2.7.8.11.14)
- 北城浩志：Operator (#1.7)
- GOH HOTODA：Tambourine (#1)
- 青山純：Drums (#2.7.8.14)
- 美久月千晴：Electric Bass (#2.8)
- 鈴木茂：Electric Guitar (#2)
- 中西康晴：Keyboards (#2)
- 矢壁篤信：Drums (#3)
- 有賀啓雄：Bass (#3)
- 是永巧一：Electric Guitar (#3)
- 武部聡志：Piano, Keyboards (#3)
- 木村誠：Percussion (#3)
- 森達彦：Synthesizer Operator (#3)
- 国友孝純：Operator (#3)
- 楠瀬誠志郎：Background Vocals (#3)
- 布袋寅泰
  - Guitar (#4)
  - Background Vocals (#4.13)
  - All Instruments (#9)
  - Acoustic Guitar, Electric Guitar (#13)
- 椎野恭一：Drums (#4)
- サイモン・ヘイル：Keyboards & Programming (#4)
- 松田直、Jeff Patterson, Dawn Knight：Background Vocals (#4)
- 山木秀夫：Drums (#5.10)
- 古川昌義：Acoustic Guitar, Flat Mandolin (#5)
- 菅野よう子：Piano, Keyboards, Accordion (#5)
- 梯郁夫：Percussion (#5)
- 富永邦彦：Operator (#5)
- 坂本龍一：Piano, Keyboards & Programming (#6)
- David Nadien：Strings Section Leader (#6)
- 国吉良一：Keyboards, Background Vocals (#7.11)
- 比山貴詠史：Background Vocals (#7)
- 数原晋：Trumpet (#8)
- ジェイク・コンセプション：Sax (#8.11)
- 上田知華：Background Vocals (#8)
- 大村憲司：Electric Guitar (#10)
- 宮野弘紀：Acoustic Guitar (#10)
- 久石譲：Piano (#10)
- 斎藤有太：Keyboards (#10)
- Toshiko Aida：Synthesizer Programming (#10)
- 岡沢茂：Electric Bass (#11)
- 加藤JOEグループ：Strings (#11.12)
- 中谷勝昭：Conductor (#12)
- アンディ・ニューマーク：Drums (#13)
- クマ原田：Electric Bass (#13)
- Ed Shermer：Keyboards (#13)
- Martin Ditschum：Percussion (#13)
- 藤井丈司：Computer Programming (#13)
- Beberley Skeets, Linda Taylor, Karen Boddington：Background Vocals (#13)